# Ejército sitiador
Se llama ejercito sitiador al ejército de operaciones o cuerpo o trozo de él con la función exclusiva de apoderarse de una plaza o punto fuerte. 
En todas estas denominaciones debe tenerse presente que las mencionamos como antiguas y desusadas hoy. En el modo antiguo de hacer la guerra se organizaba exclusivamente un ejército para un sitio. Reinaba el principio de que debía componerse de las tropas peores o menos aguerridas y la fuerza se calculaba en una proporción de diez a uno respecto a la guarnición sitiada. 
Su forma de actuación es la siguiente. Se campaba encerrado entre dos líneas de circunvalación y contravalacion, dando precisamente la espalda a la Plaza. Se rompía el fuego ceremoniosamente al toque de diana; había Servicio especial de trinchera, con su general y su mayor alternativo. Vauban regularizo, modificó, abrevió y perfeccionó el arte polémica. Corrigió la proporción hasta siete, seis, cinco sitiadores contra un sitiado, desarraigó antiguas fórmulas o rutinas y desde entonces un sitio dejó de constituir por sí solo una campaña, ni fue otra cosa que una operación de guerra como otra cualquiera.